# SN 2009bs
SN 2009bs – supernowa typu Ia-pec odkryta 21 marca 2009 roku w galaktyce NGC 5163. W momencie odkrycia miała maksymalną jasność 17,70m.